# Дрансі (концентраційний табір)
48°55′33″ пн. ш. 2°26′43″ сх. д. / 48.925833° пн. ш. 2.445278° сх. д.
Табір «Дрансі» (фр. Drancy) — нацистський концентраційний табір і транзитний пункт для відправки в табори смерті, що існував в 1941—1944 роках у Франції.

## Історія
Комплекс будівель у передмісті Парижа був конфіскований німецькою окупаційною владою 1940 року. Він використовувався спочатку як поліцейські казарми, потім був перетворений в проміжний центр утримання під вартою осіб з Паризького регіону. Використовувався насамперед для тимчасового тримання євреїв, яких згодом відправляли в табори смерті. 70 тис. євреїв пройшло через Дрансі, 64 759 були депортовані, в тому числі 61 000 в Аушвіц та Собібор. Коли Дрансі звільнили сили союзників 17 серпня 1944 року, у таборі залишалося лише 2000 осіб.
1976 року відкрився Меморіал депортації в Дрансі, скульптор — Шломо Селінгер.

## Галерея

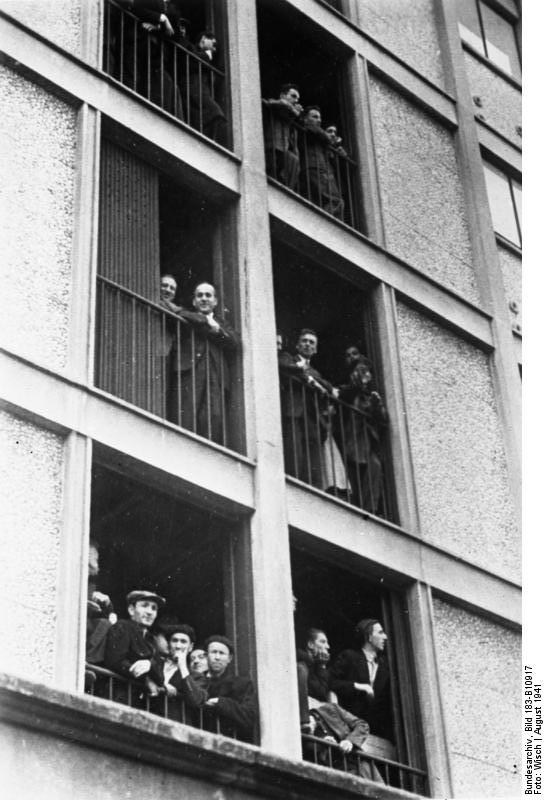
Табір "Дрансі" в серпні 1941 року. Пропагандистське фото вермахту.
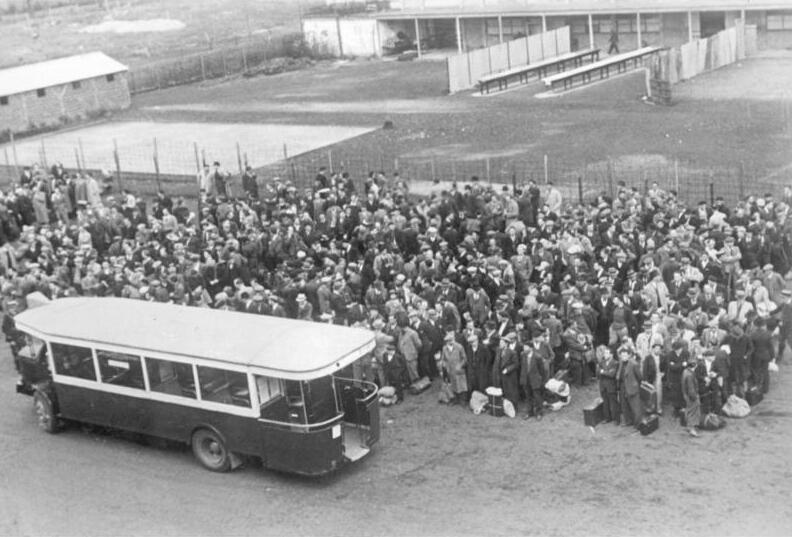
Арештовані євреї в таборі "Дрансі"
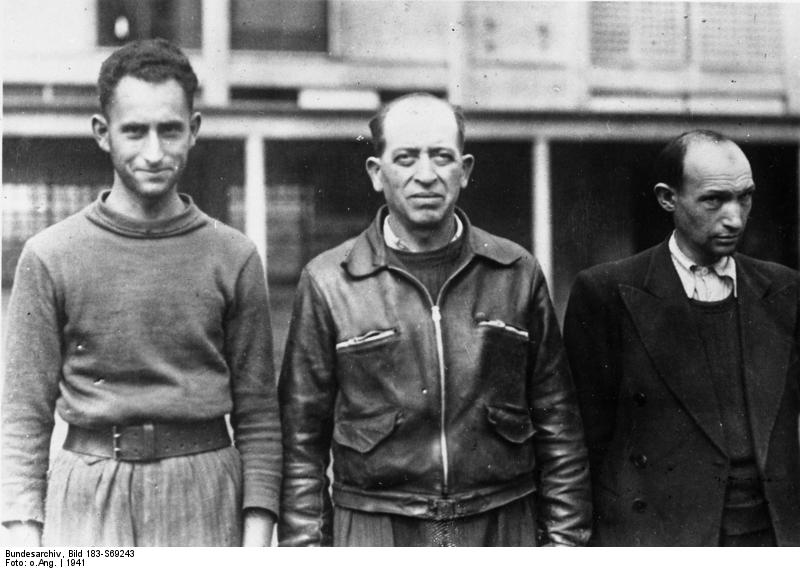
Ув'язнені в "Дрансі"
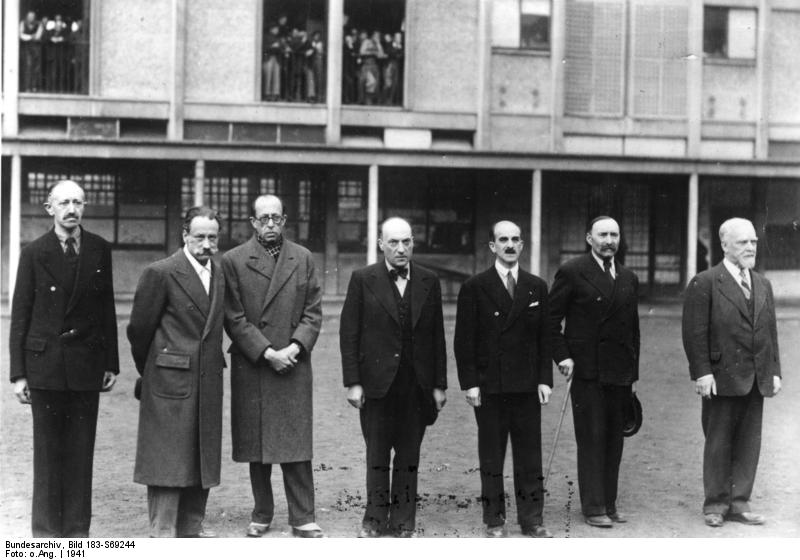
Французькі адвокати єврейського походження в "Дрансі"
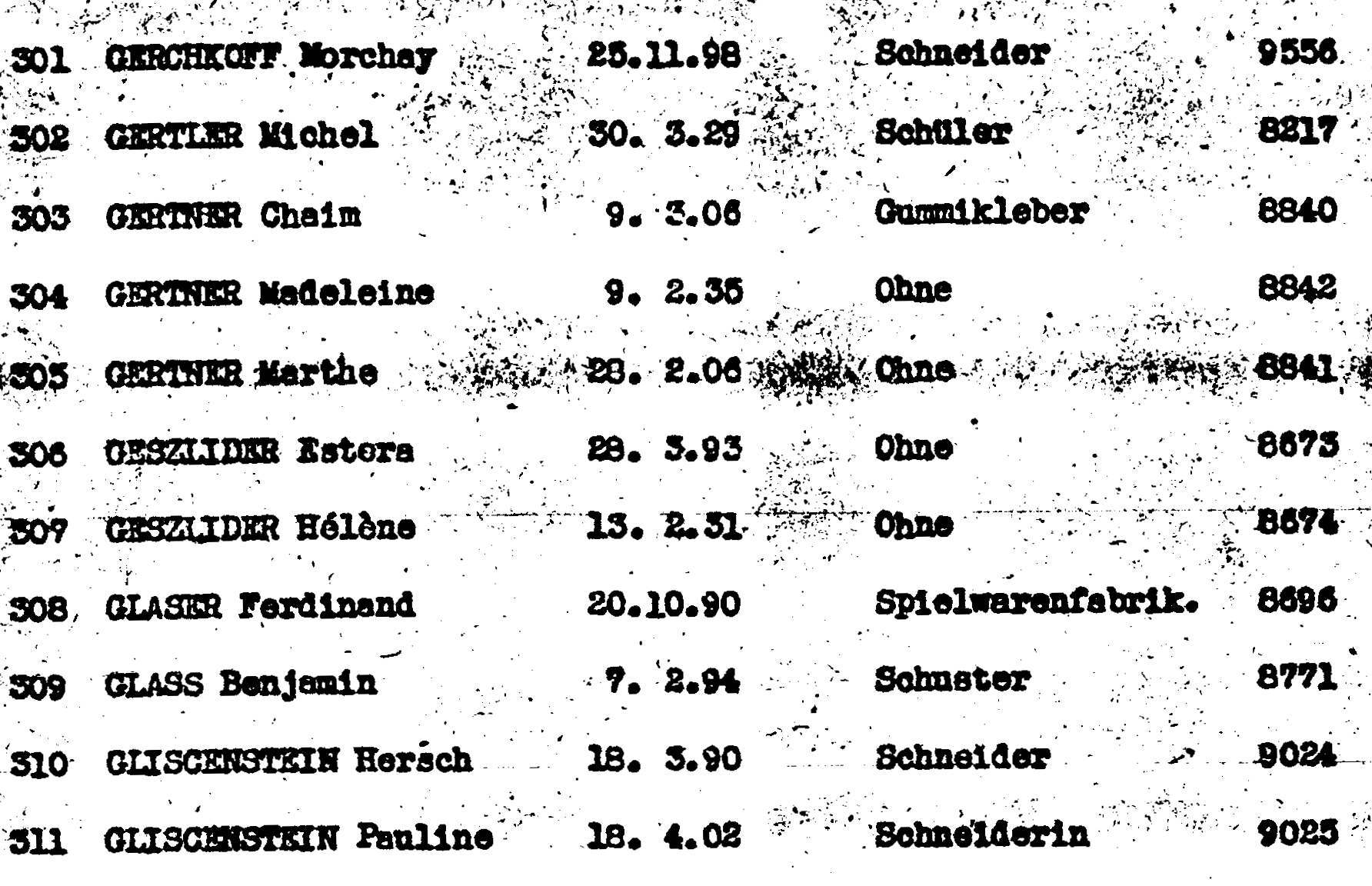
Один із списків на депортацію з "Дрансі" до табору смерті "Аушвіц"